# باربر (فیلم ۱۹۸۳)
باربر (به هندی: Coolie) فیلمی محصول سال ۱۹۸۳ و به کارگردانی منموهان دسای است. در این فیلم بازیگرانی همچون آمیتاب باچان، ریشی کاپور، شوما آناند، راتی آگنیهوتری، قادرخان، وحیده رحمان، پانت ایثار ایفای نقش کرده‌اند.

## خلاصه داستان
ظفرخان که سالها بخاطر اعمال خلاف در زندان بوده آزاد می‌شود و سراغ زن مورد علاقه اش سلما می‌رود ولی وقتی می‌فهمد او ازدواج کرده، پس از قتل پدر سلما آب سد را باز می‌کند و باعث آوارگی اهالی شهر می‌شود و سلما را که حافظه اش را از دست داده با خود می‌برد. برادر سلما در جریان سیل فرزند و همسرش را از دست می‌دهد و پسرگمشده اش توسط ظفر نزد سلما برده می‌شود تا بعنوان فرزندش به وی معرفی شود و بی‌قراری اش را تسکین بخشد. پسر اصلی سلما یعنی اقبال که دربدر دنبال مادرش می‌گردد در راه‌آهن مادرش را می‌بیند ولی سلما او را به یاد نمی‌آورد و افراد ظفر سعی می‌کنند اقبال را بکشند که دایی اش او را نجات می‌دهد و در این راه یک دستش هم قطع می‌شود. سالها می‌گذرد و اکنون اقبال به همراه چندین نفر بعنوان باربر در راه‌آهن کار می‌کنند و…

## ترانه‌ها
| شماره      | نام                                  | Singer(s)                                 | مدت   |
| ---------- | ------------------------------------ | ----------------------------------------- | ----- |
| ۱.         | «Mujhe Peene Ka Shauk Nahin»         | Shabbir Kumar, Alka Yagnik                | ۰۶:۲۱ |
| ۲.         | «Jawani Ke Rail Kahin»               | Shabbir Kumar, Anuradha Paudwal           | ۰۴:۳۳ |
| ۳.         | «Lambuji Tinguji»                    | Shabbir Kumar, Shailendra Singh           | ۰۶:۰۳ |
| ۴.         | «Sari Duniya Ka Bojh Hum Uthate Hai» | Shabbir Kumar                             | ۰۵:۵۵ |
| ۵.         | «Humka Ishq Hua»                     | Shabbir Kumar, Asha Bhosle, Suresh Wadkar | ۰۵:۳۰ |
| ۶.         | «Accident Ho Gaya»                   | Shabbir Kumar, Asha Bhosle                | ۰۶:۱۳ |
| ۷.         | «Mubarak Ho Tumko Haj Ka Mahina»     | Shabbir Kumar                             | ۰۶:۳۷ |
| مجموع مدت: | مجموع مدت:                           | مجموع مدت:                                | ۴۱:۱۱ |